# アザース
アザース株式会社（英: az-earth Co.,Ltd.）は、愛媛県松山市松前町に本社を置く外食産業を営む企業。

## 沿革
- 2005年11月 - 「麺鮮醤油房 周平」を愛媛県松山市一番町にオープン。
- 2007年
  - 6月 - 「アザース株式会社」設立。
  - 12月 - 「麺鮮醤油房 周一」を広島県広島市安佐南区にオープン。
- 2009年
  - 6月 - 「つけめん 真中」を松山市三津にオープン。
  - 12月 - 「麺鮮醤油房 周月」を広島県広島市中区にオープン。
- 2010年
  - 3月 -  「麺鮮醤油房 周月」大阪日本橋店オープン。
  - 9月 -  「麺鮮醤油房 周月」山口平生店オープン。
  - 11月 - 「つけめん 真中」イオン綾川店オープン。
- 2011年6月 -  「麺鮮醤油房 周月」高松本店オープン。
- 2012年3月 -  「麺鮮醤油房 周月」香港Central店オープン。
- 2013年
  - 4月 - 「麺鮮醤油房 周月」香港QuarryBay店オープン。
  - 7月 - 「つけめん 真中」新居浜店オープン。
- 2014年
  - 7月 - 「つけめん真中」香港Hung Hom店オープン。「麺鮮醤油房 周月」鳥取賀露店オープン。
- 2016年12月 - 「中華そば 八平」が愛媛県今治市玉川町にオープン。
- 2018年
  - 2月 - 「麺鮮醤油房 周月」香港CausewayBay店オープン。
  - 4月 - 「油そば周平」が愛媛県松山市清水町にオープン。
  - 9月 - TOKYO PRO Market市場に株式上場[1]。
- 2020年9月 - 「麺鮮醤油房 周月」スロバキア店オープン。
- 2022年9月29日 -  TOKYO PRO Market上場廃止。